# Ludwig Preller
Ludwig Preller (Amburgo, 15 settembre 1809 – 21 giugno 1861) è stato un filologo classico e storico tedesco.
Preller studiò a Lipsia, Berlino e Gottinga, e nel 1838 gli fu assegnata la cattedra di filologia all'Università di Tartu, dalla quale però si dimise nel 1843. Dopo un viaggio in Italia, nel 1844 si stabilì a Jena e nel 1846 fu nominato professore. Nello stesso anno si spostò a Weimar per dirigere la locale biblioteca.
Le sue opere principali sono: Demeter und Persephone (1837), Griechische Mythologie (1854-1855) e Römische Mythologie (1858). Insieme a Heinrich Ritter realizzò Historia philosophiae graecae et romanae ex fontium locis contexta (1838), e collaborò con propri articoli alla Allgemeine Encyklopädie di Johann Samuel Ersch e Johann Gottfried Gruber e alla Realencyklopädie der classischen Altertumswissenschaft di August Pauly.